# Göran Montan
Nils Göran Montan, född 15 mars 1946 i Oscars församling i Stockholms stad, död 9 juni 2023 i Everöds distrikt, var en svensk politiker (moderat). Han var ordinarie riksdagsledamot 2006–2014, invald för Skåne läns norra och östra valkrets.
Göran Montan blev invald i Sveriges riksdag i valet 2006 och var ledamot fram till 2014. Han tjänstgjorde i riksdagens kulturutskott och skatteutskott samt Nordiska rådets svenska delegation. Montan har sedan 2010 på uppdrag av regeringen varit ordförande och vice ordförande i Stiftelsen Svensk-isländska samarbetsfonden, som syftar till att främja samarbete och utbyte mellan länderna.
Sedan valet 1998, då han valdes in i Kristianstads kommunfullmäktige var Montan kommunpolitiskt aktiv och var bland annat gruppledare för Moderaterna i kommunen.
I valrörelsen 2010 uppmärksammades Montan för sin personvalskampanj till riksdagen där hans valaffischer utgjordes av pastischer på de kända filmerna Forrest Gump, Gran Torino och Rocky. I samband med detta gav han även ut boken Åsikt. Kampanjen vann ett andrapris i kategorin bästa printmedia/genomförd kampanj 2010 i tävlingen Hela Skånes bästa reklam.
Montan hade ett stort intresse för uppfödning av islandshästar och var under flera år ordförande i svenska islandshästförbundet. Vid sin gård Margaretehof i Everöd i Skåne drev Montan och hans familj ett islandshästcenter. Uppfödningen sker i huvudsak vid familjens gård på Island.
Under åren 1979–1987 ägde och drev han företaget Liberia Aggregates Corp, LAGRO, i Liberias huvudstad Monrovia. 
Efter sin tid i riksdagen var Montan engagerad i privatfilantropisk verksamhet i Västafrika och i Nordamerika. 
Montan uppmärksammades även för sitt intresse för sportbilar. Vid ett tillfälle förlorade han tillfälligt körkortet efter att ha kört för fort (150 km/h) över Öresundsbron med sin Jaguar XKR med 420 hästkrafter. Han fick senare tillbaka körkortet då hastighetsmätningen visade sig vara felaktig. Under våren 2015 råkade han ut för en allvarlig trafikolycka när han fick vattenplaning med en motsvarande bil på väg till Kastrup flygplats för en resa en till USA, där han skulle föreläsa.

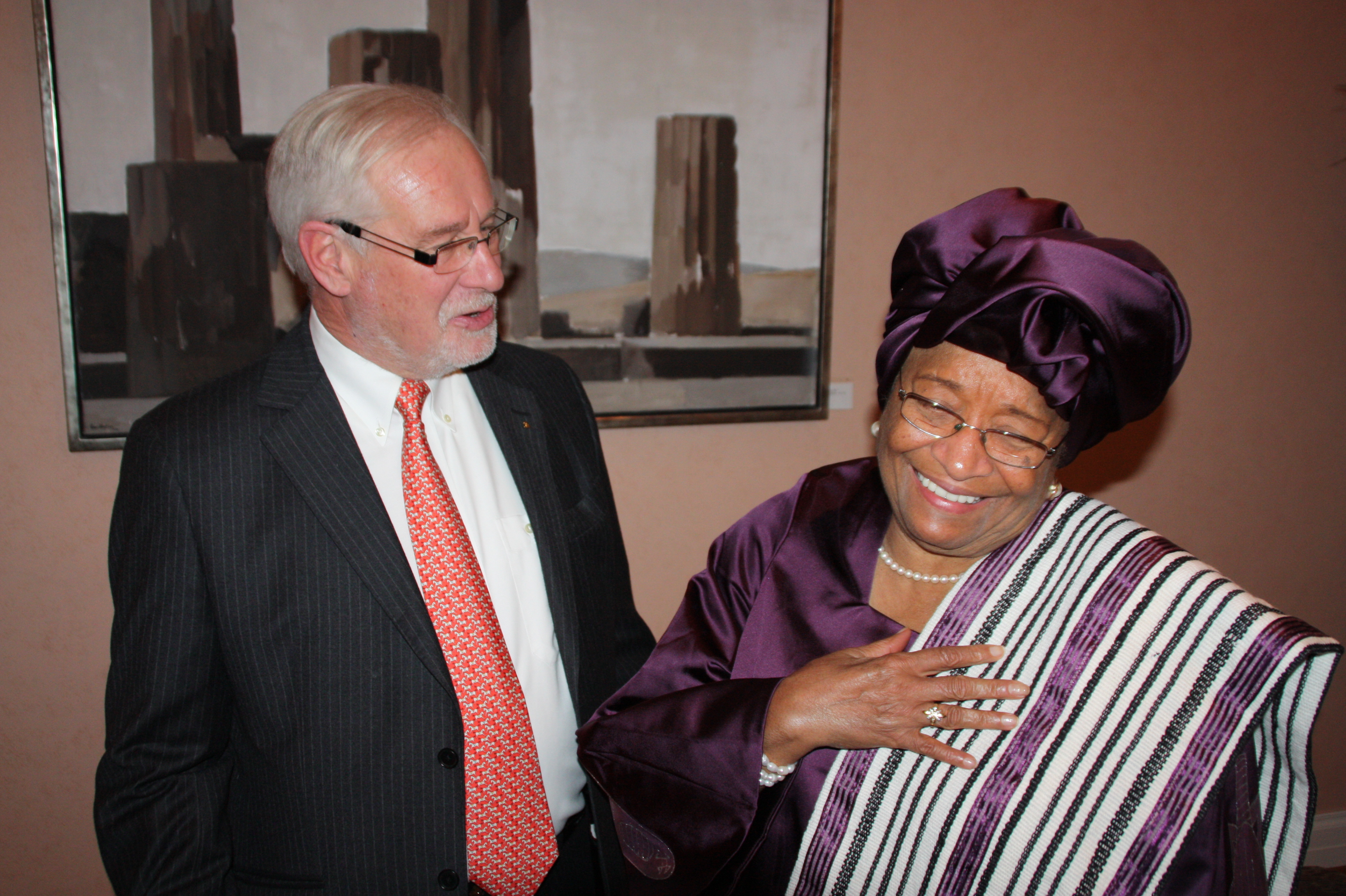
Göran Montan och Liberias president Ellen Johnson Sirleaf i samband med att denna tilldelades Nobels fredspris 2011.